# 計時工具的歷史

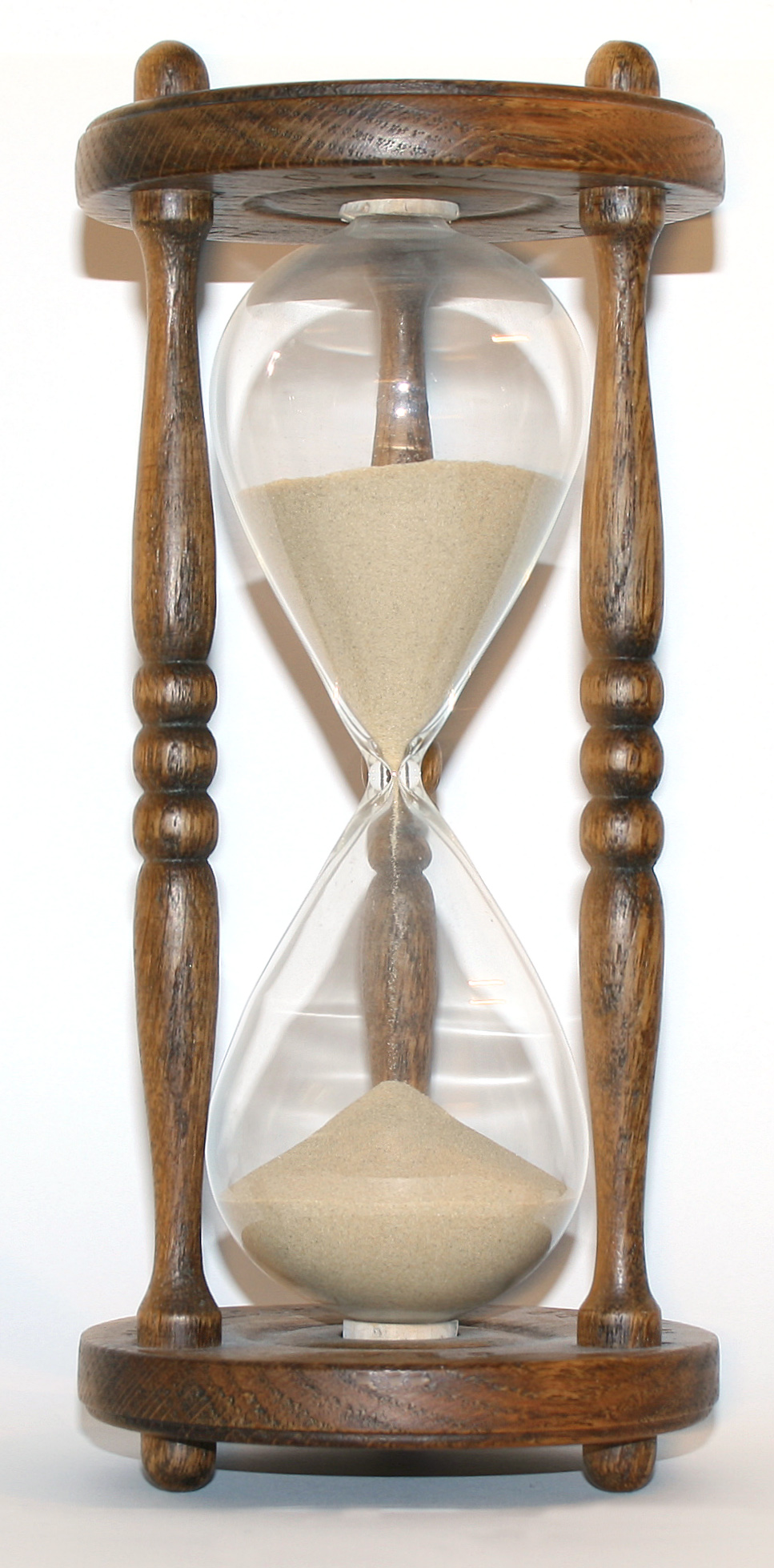
沙漏（最早期的計時工具之一）正在計時

千百年來，人類利用各種裝置來計時和報時。目前正在使用的六十進制時間系統，大約可以追溯至公元前2000年的蘇美爾。古埃及把一天分為二個部份，每一部份再分為12個小時，並使用大型方尖碑追蹤太陽的移動。他們還發明了水鐘（water clocks）。Precinct of Amun-Re 很可能是最初使用水鐘的地方，後來在埃及以外的地方也有人使用水鐘；古希臘人就經常使用叫作clepsydrae的水鐘。約在同一時間，相信商朝已使用洩水型水鐘──漏壺；而漏壺可能早在公元前2000年，從美索不达米亚傳入。其他古代計時器包括有蠟燭鐘──在中国、日本、英格蘭，和伊拉克使用；日晷──在印度和西藏，以及歐洲一些地區廣泛使用；此外，還有沙漏，運作原理和水鐘一樣。
最早期的計時工具日晷依靠太陽的陰影來報時，所以它們在多雲的天氣或夜間，沒有用處；而且如果“晷針”跟地球的軸心不一致，這些計時工具要依季節的變化，而重新校準。
第一個使用擒縱器（escapement）的鐘，於八世紀在中國出現。11世紀，穆斯林工程師發明以重量驅動（weight-driven）的鐘。14世紀初，歐洲發明機械鐘。直到20世紀，機械鐘都是標準計時裝置。在20世紀，發明了石英振盪器，然後是原子鐘。石英振盪器最初只在實驗室使用，可是由於它容易生產而且準確，所以後來用在手錶上。原子鐘比所有計時裝置都準確，所以可以用於校準其他鐘錶；並且用來計算原子时和协调世界时。

## 早期的計時工具
許多古老的文明會觀察天體──通常是太陽和月亮，以確定時間、日期和季節。現今在西方社會通用的六十進制時間系統，可追溯至約四千年前的美索不達米亞和古埃及 ；後來，中美洲地區開發類似的系統。
第一個日曆，可能在冰河時代末期，由狩獵收集者創造。他們利用如樹枝和骨頭等工具，記錄月相和季節。 世界各地──特別是在史前時期的歐洲──都有石陣，例如英格蘭的巨石陣。石陣相信是用來預測晝夜平分點（equinoxes）或至點（亦稱二至點；solstices）等的時間。那些巨石文明（Megalith）沒有留下歷史紀錄；因此，現代對他們的日曆或計時方法，所知甚少。

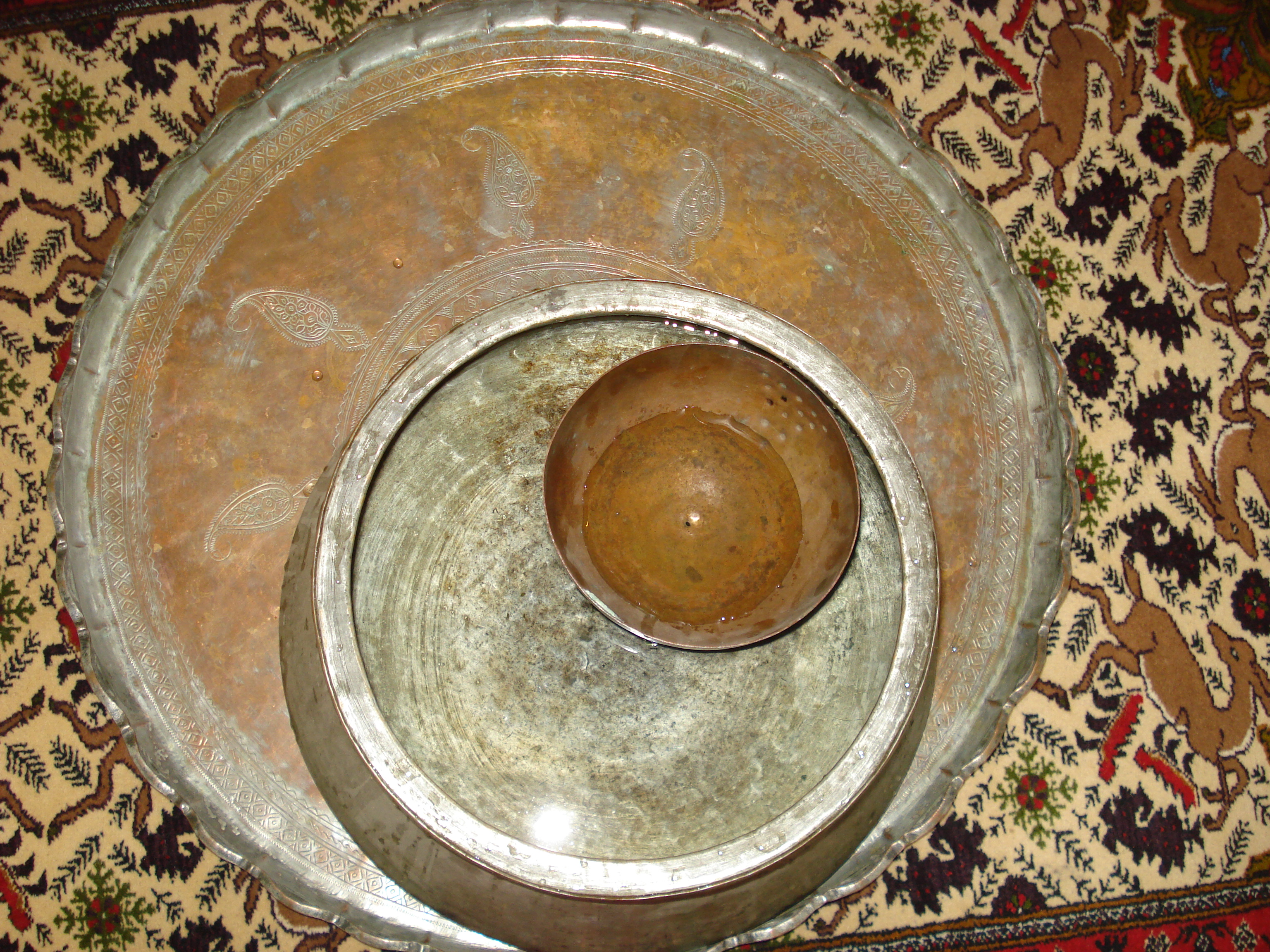
Ancient Persian clock.Kariz.zibad

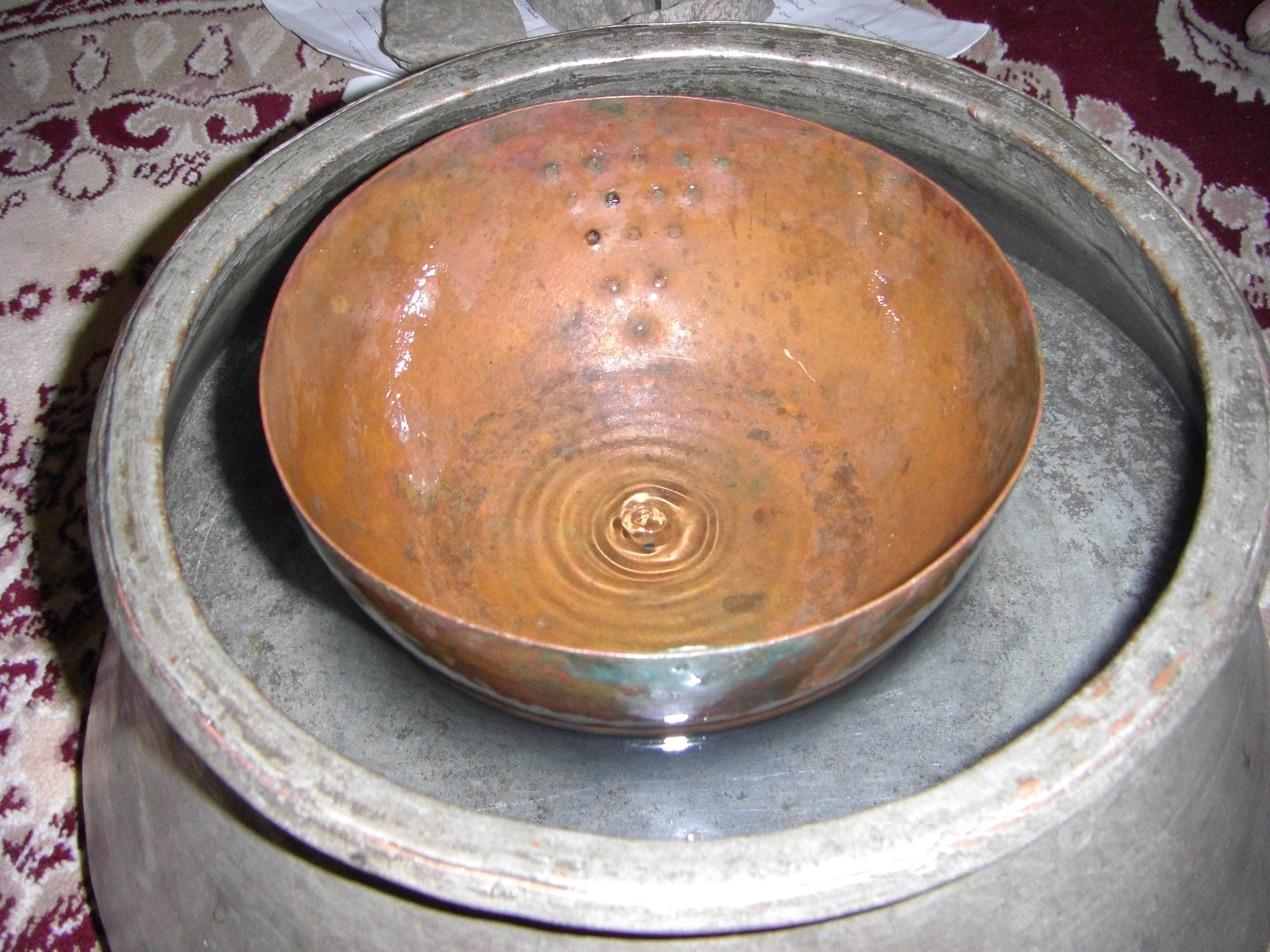
Ancient Persian clock

### 公元前3500年至公元前500年
日影鐘是第一個能夠量度小時的裝置。已知道最古老的日影鐘來自埃及，用綠片岩製造。古埃及約在公元前3500年建造的方尖碑，也是最早的日影鐘之一。
埃及的日影鐘把白天分為十個部分，另外加上4個“微亮小時”── 早上 2個、傍晚 2個。有一種日影鐘由一枝長桿和高架橫桿組成，長竿上有5個不相等的記號，橫桿的陰影會投射到記號之上。橫桿在早上指向東方，在正午會指向西方。方尖碑的運作方式差不多：陰影投射到圍繞它的記號上，埃及人從而可以計算時間。方尖碑可以指出上午或下午、夏至或冬至。
現在己知最古老的水鐘 ，在法老阿蒙霍特普一世（公元前1525年至1504年）的墓中發現，這顯示古埃及最先使用水鐘。另一方面，相信沙漏也是由古埃及人發明。此外，埃及自公元前600年，開始使用叫作merkhet的鉛垂線在晚間量度時間。這工具的鉛垂線跟勾陳一（北極星）一致，形成南北子午圈。當特定的星宿橫過線時，就能準確報時。

### 公元前500年至公元前1年
柏拉圖把水鐘（漏壺）引進古希臘之後，水鐘成為古希臘廣泛使用的計時工具。柏拉圖也發明了一種以水鐘為基礎的鬧鐘。希臘人和新巴比倫王國保存計時記錄，作為組成天體觀察的重要部分。漏壺也用在希臘法庭，和後來的羅馬法庭上。
雖然水鐘比日影鐘更好用──水鐘在室內、夜間或天空多雲的日子都可以使用；不過它們並不準確。因此，希臘人尋求方法改善他們的水鐘。到了公元前325年，水鐘的準確度大為改善，雖然仍然及不上日影鐘。這時的鐘有鐘面，其上有時針，令人更容易讀準時間。水鐘較常見的問題是水壓：當容器注滿水時，增加的水壓令水流更迅速。在公元前100年，希臘和羅馬的鐘錶專家，開始解決這個問題；其後的幾個世紀，在這一方面得到持續改善。為了抵消高水壓增加的水流量做成的影響，裝水的容器造成圓錐形狀，上濶下窄。於是雖然水平面下降的距離相等，但當容器水滿的時候，流出的水要比水半滿的時候多。然而，還是有些問題沒有得到解決：如溫度的影響。天氣寒冷的時候，水流比較緩慢，甚至可能凍結。
雖然希臘人和羅馬人大大改進水鐘的技術，他們仍然繼續使用影子鐘錶。據說數學家和天文學家比提尼亞的狄奧多，發明了全球通用的日晷。這個日晷在地球上任何地方都能準確報時，不過現代對它所知甚少。羅馬人在奧古斯都大帝統治期間，建造有史以來最大的日晷──奧古斯都日晷（Solarium Augusti)。其晷針是從赫利奧波利斯（Heliopolis）而來的方尖碑。

### 公元1－1500年

#### 水鐘
李約瑟推測水鐘──漏壺可能從兩河流域傳入中國，時間可能早達公元前二世紀的商代，最遲不會晚於公元前一世紀。由漢代（公元前202）開始，泄水型漏壺逐步被受水型漏壺取代，其特色是浮在受水壺水面上的漏箭，隨水面上升指示時間。

#### 蠟燭鐘
蠟燭鐘在何處及何時首次使用己不可考。不過，最早提到蠟燭鐘的，是一首寫於520年的中國詩。詩中說，燃燒的蠟燭是夜間量度時間的方法。直到10世紀初，日本一直使用類似的蠟燭鐘。

#### 香鐘
遠東地區除了使用水鐘、機械鐘和蠟燭鐘外，也會使用香鐘計時。中國大約在六世紀首先使用香鐘。在日本的正仓院，仍保存了一個香鐘，不過在其上的文字不是漢文，而是梵文。由於佛教經常使用梵文，因此愛德華．沙菲爾推測香鐘在佛教儀式中使用，而且是由印度人發明。香鐘跟蠟燭鐘很相似，不過香燒均勻而且無火焰，因此在室內使用時，比蠟燭鐘更準確和更安全。

#### 使用擒縱器的水鐘
第一使用擒纵器的水鐘，由密宗僧人兼數學家一行和政府官梁令瓚建於長安 這個擒縱器水鐘是個天文數儀器。一行的擒縱器鐘仍然是一個水鐘，因此會受溫度變化的影響。在976年，張思訓解決了這個問題。他用汞（水銀）取代水，汞在溫度下降到攝氏零下39度（華氏零下38度）時，仍然是液體。

#### 天文鐘
元祐元年（1086年）蘇頌檢驗太史局的渾儀時，決心要將渾儀、浑象和報時裝置結合。蘇頌拜訪吏部守當官韓公廉，取得張衡、張思訓的“儀器法式大綱”。元祐三年（1088年）開始動工，元祐七年（1092年）「水運儀象台」竣工。
水運儀象台是一個類似於天文臺，高約12米，寬7米，上下分三層；上層是渾天儀（天體測量之用），中層是渾象儀（天體運行演示），下層是司辰（自動報時器），全程用水力推動，可精確報時，李約瑟指這是歐洲天文钟的直接祖先。蘇頌於紹聖初年著《新儀像法要》一書，詳述水運儀象台的整體功能、零件150多種，60多幅插圖。
水運儀象台原件在靖康之禍（1127年）時，金兵將水運儀象台掠往燕京（北京）置於司天台，在金朝貞祐二年（1214年）因不便運輸被丟棄，而南宋時蘇携保存的手稿因無人理解其中方法而無人能仿造。

## 近代計時工具

### 機械鐘

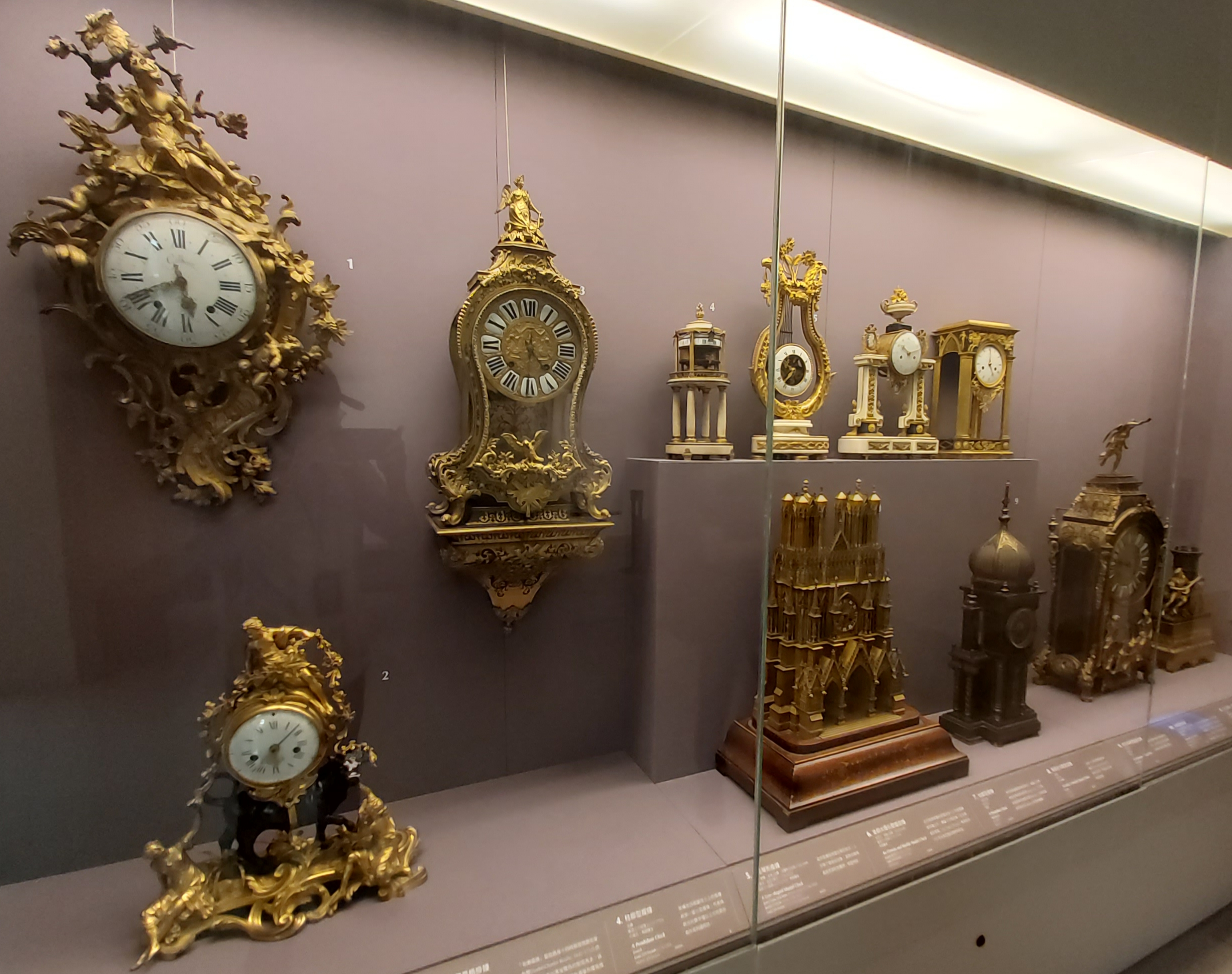
博物館中展示的各式機械鐘

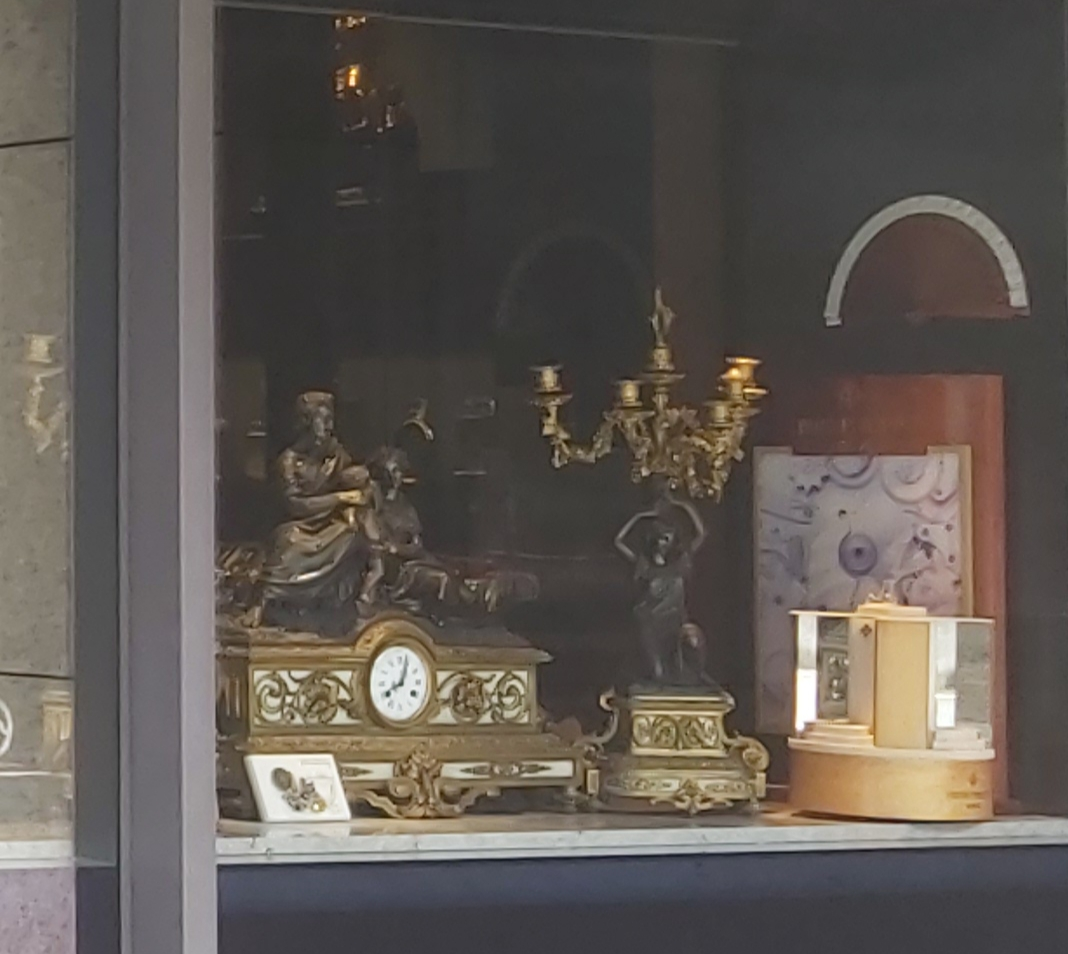
鐘錶行展示的機械鐘

機械鐘由僧人一行和官員梁令瓚發明。至元明之時，計時器擺脫了天文儀器的結構形式，得到了突破性的新發展。元初郭守敬、明初詹希元創製了「大明燈漏」與「五輪沙漏」，採用機械結構，並增添盤、針來指示時間，其機械的先進性便明顯地顯示出來，時間性益見準確。
到14世紀，西方國家廣泛使用機械鐘。在十六世紀，奧斯曼帝國的科學家達茲·艾-丁發明機械鬧鐘。

### 擺鐘
1583年，意大利人伽利略建立了著名的等時性理論，也就是鐘擺的理論基礎。1656年，荷蘭的科學家克里斯蒂安·惠更斯應用伽利略的理論，設計了鐘擺。第二年，在他的指導下，年輕鐘匠哥士達（S. Coster）成功製造第一個擺鐘。1675年，他又用遊絲取代了原始的鐘擺，這樣就形成了以發條為動力、以遊絲為調速機構，但擺鐘外形較大，不方便攜帶

### 袋錶
18世紀期間發明了各種各樣的擒縱結構，為袋錶（或稱懷錶）的發展奠定了基礎。英國人喬治·葛咸（George Graham）在1726年完善工字輪擒縱結構；它和之前發明的垂直放置的機軸擒縱結構不同，所以使得袋錶機芯相對變薄。另外，1757年左右，英國人湯馬士·穆治（Thomas Mudge）發明了叉式擒縱結構，進一步提高了袋錶計時的精確度。這期間一直到19世紀，產生了大批鐘錶生產廠家，為袋錶的發展做出了貢獻。

### 手錶
1904年，飛行員阿爾拔圖·桑托斯-杜蒙特要求他的朋友，法國製錶匠路易士·卡地亞，設計一個他可以在飛行時使用的錶。其實在1868年，已經發明了手表，不過當時這種女士的手鐲錶，只當作首飾。卡地亞創造了桑托斯（Santos）手錶，第一隻為男士設計而且實用的手錶。

### 石英振盪器
1921年，華持·加廸製造第一個石英晶体谐振器。沃倫·馬利遜（Warren Marrison J. W. Horton）和JW．霍頓（J. W. Horton）於1927年，在加拿大的贝尔实验室製造首個石英钟。之後幾十年，因為由真空管組成的石英鐘笨重，它只能設置於實驗室中。
1967年瑞士人發表第一款石英錶，1969年，精工製作了世界上第一個商業化生產的石英手錶──雅士圖。它的準確性和低生產成本，石英鐘錶受歡迎。

### 原子鐘
原子鐘比所有計時裝置都準確，數萬年才會誤差幾秒鐘，所以可以用於校準其他鐘錶。第一個原子鐘於1949年發明，現陳列於史密森尼学会。美國國家標準局（又稱國家標準技術研究所）的銫原子鐘，每年的誤差只有300億分之一秒。

## 廷伸閱讀
- Andrews, William J. H. . Cambridge, Massachusetts: Harvard University Press. 1996. ISBN 978-0964432901. OCLC 59617314.
- Audoin, Claude; Guinot, Bernard. . Cambridge: Cambridge University Press. 2001: p. 346. ISBN 0521003970.
- Bartky, Ian R. . Technology and Culture. January 1989, 30: pp. 25–56. doi:10.2307/3105430.
- Breasted, James H., "The Beginnings of Time Measurement and the Origins of Our Calendar", in Time and its Mysteries, a series of lectures presented by the James Arthur Foundation, New York University, New York: New York University Press, 1936, pp. 59–96.
- Cowan, Harrison J. . Cleveland: World Publishing Company. 1958: p. 159.
- Dohrn-Van Rossum, Gerhard. . Chicago: University of Chicago Press. 1996: p. 463. ISBN 0226155102.
- Garver, Thomas H. . American Heritage of Invention & Technology. Fall 1992, 8 (2): pp. 8–17.
- Goudsmit, Samuel A.; Claiborne, Robert; Millikan, Robert A.; et al. . New York: Time Inc. 1996.
- Hawkins, Gerald S. . Garden City, N.Y.: Doubleday. 1965: p. 202. ISBN 978-0385041270.
- Hellwig, Helmut; Evenson, Kenneth M.; Wineland, David J. . Physics Today. December 1978, 23: pp. 23–30.
- Hood, Peter. . London: Oxford University Press. 1955: p. 64. ISBN 0198366159.
- Howse, Derek. . Philip Wilson Publishers, Ltd. 1980: p. 254.
- Humphrey, Henry; O'Meara-Humphrey, Deirdre. . Doubleday Publishing. 1980: p. 79  [2008-09-11]. ISBN 0385132158. （原始内容存档于2015-01-28）.
- Itano, Wayne M.; Ramsey, Norman F. . Scientific American. July 1993, 269: pp. 56–65.
- Jespersen, James; Hanson, D. Wayne. . Proceedings of the IEEE. July 1991, 74 (7).
- Jespersen, James; Fitz-Randolph, Jane. . Mineola, New York: Dover Publications. 2000: p. 345. ISBN 0486409139.
- Jones, Tony. . Bristol, UK: Institute of Physics Publishing. 2000: p. 199. ISBN 978-0750306409.
- Landes, Davis S. . Cambridge, Massachusetts: Harvard University Press. 2000: p. 518. ISBN 978-0674768000.
- Lombardi, Michael A., NIST Time and Frequency Services, NIST Special Publication 432*, revised 2002.
- Mayr, Otto. . Scientific American. October 1970, 223 (10): pp. 110–118.
- Merriam, John C., "Time and Change in History", Time and Its Mysteries, (see Breasted above), pp. 23–38.
- Millikan, Robert A., "Time", Time and Its Mysteries, (see Breasted above) pp. 3–22.
- Morris, Richard. . New York: Simon and Schuster. 1985: p. 240. ISBN 978-0671617660.
- Needham, Joseph; Ling, Wang; deSolla Price, Derek J. . Cambridge: Cambridge University Press. 1986: p. 253. ISBN 978-0521322768.
- Parker, Richard Anthony. . University of Chicago. 1950. OCLC 2077978.
- Priestley, John Boynton. . Garden City, New York: Doubleday. 1964: p. 319.
- Seidelmann, P. Kenneth, ed., Explanatory Supplement to the Astronomical Almanac, Sausalito, Calif.: University Science Books, 1992.
- Shallies, Michael. . New York: Schocken Books. 1983: p. 208. ISBN 978-0805238532.
- Snyder, Wilbert F. and Charles A. Bragaw, "In the Domains of Time and Frequency" (Chapter 8), Achievement in Radio, NIST Special Publication 555*, 1986.
- Sobel, Dava. . London, England: HarperPerennial. 2005: p. 208. ISBN 978-0007214228. OCLC 60795122.
- Thompson, David, The History of Watches, New York: Abbeville Press, 2008.
- Waugh, Alexander. . Carroll & Graf Publishing. 1998: p. 280. ISBN 0786707674.

## 外部連結
- A walk through time （页面存档备份，存于）
- Measuring time in ancient Egypt
- A history of the watch
- A basic Overview （页面存档备份，存于）
- 古代計時工具 （页面存档备份，存于）